# Jan Špik
Jan Špik, slovenski veslač, * 22. julij 1988.
Jan je mlajši brat slovenskega veslača Luke Špika, s katerim je na Sredozemskih igrah 2009 v Pescari osvojil srebrno medaljo v dvojnem dvojcu. 